# 酒折
酒折（さかおり）は、山梨県甲府市の地名。酒折一丁目から三丁目及び住居表示未実施の酒折町で構成される。このうち酒折一丁目から三丁目は、1982年に住居表示が実施されたことによる。2011年9月30日現在の世帯数は980世帯。人口は1,573人で、1世帯あたり約1.6名であり、甲府市全体の1世帯あたり平均2.2名と比較して少ない。これは一人暮らしの学生の比率が高いことによるものである。

## 概要

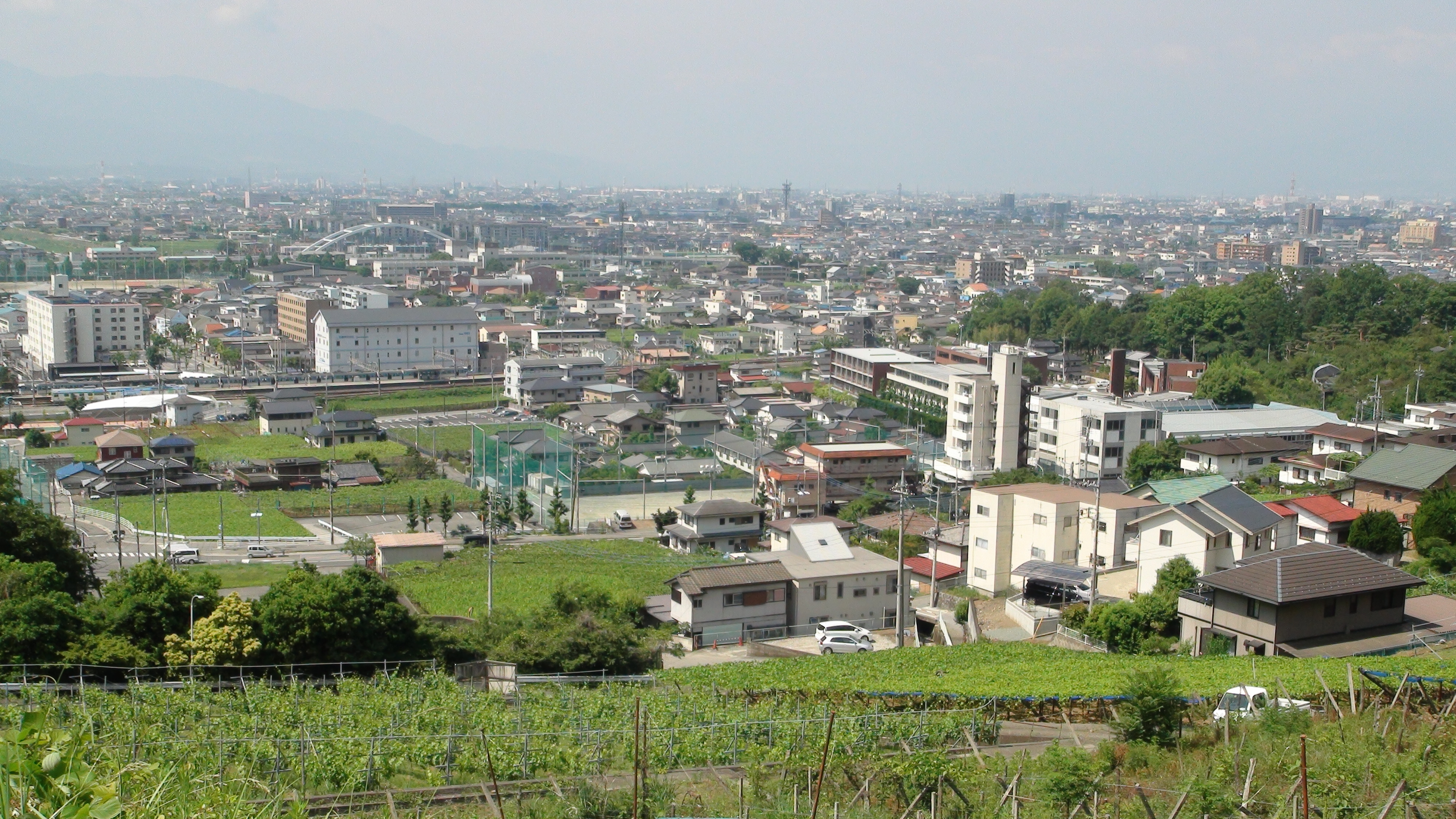
シャトー酒折ワイナリー付近からの酒折地区眺望（2010年6月撮影）

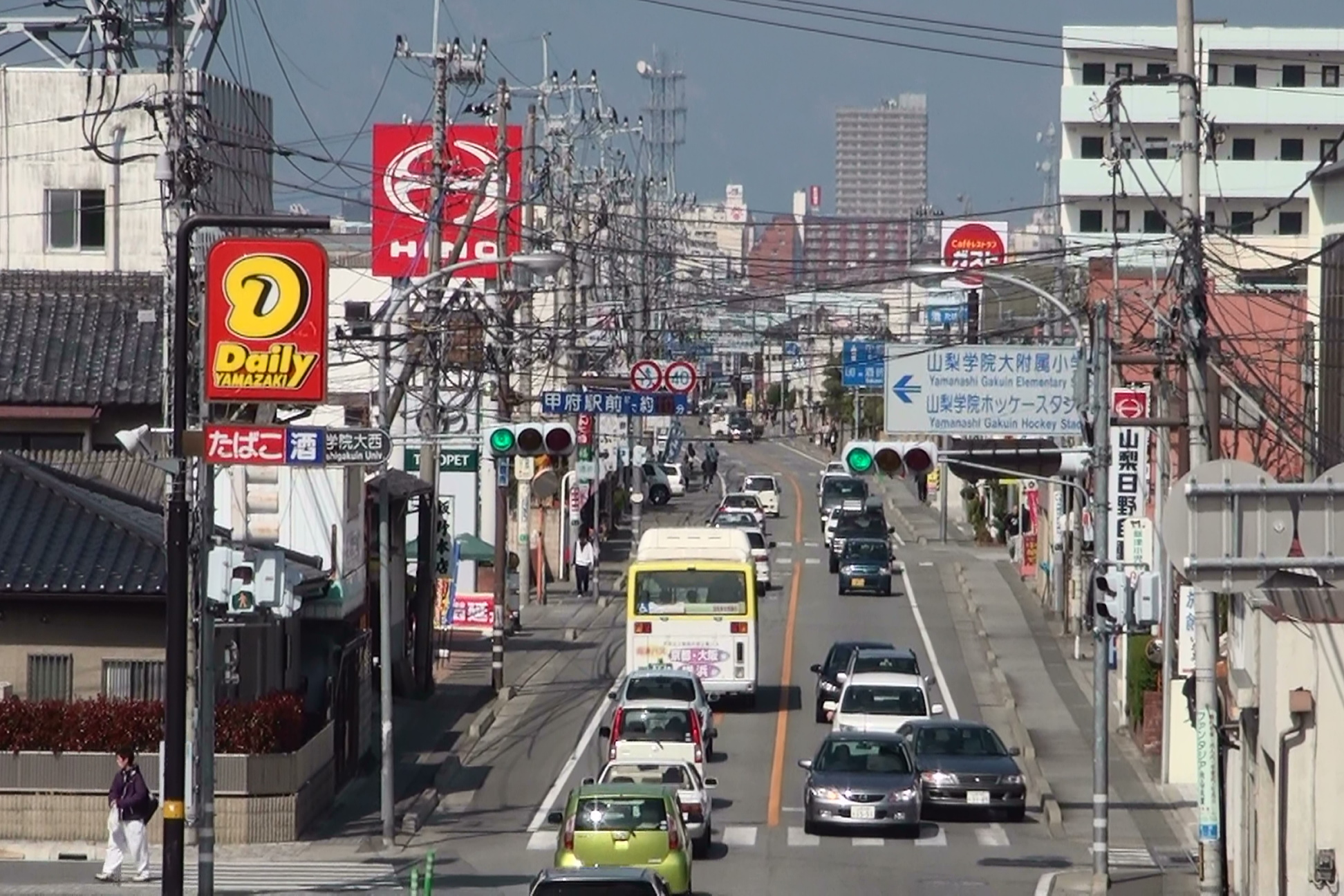
酒折地区（国道411号〈城東通り
・旧甲州街道〉より甲府市中心部方面を望む）

甲府市東部、JR中央本線石和温泉駅と甲府駅の中間やや甲府駅寄り、甲府盆地北側山麓に位置する。かつては「山崎石」と呼ばれる安山岩を主体とした良質な石材が産出され、1926年（大正15年）に開業した酒折駅は当初、旅客取扱だけではなく、これら石材・砕石運搬用列車の貨物駅としての意味合いも持っていた。現在は掘りつくされ、ほとんど採石は行われていないが、山肌には大規模な採石場跡が残っており、その名残として現在も複数の石材店がある。
「酒折」の地名は文書においては中世段階から確認されるが、『古事記』『日本書紀』において日本武尊（ヤマトタケル）の東征に関する酒折宮伝承が存在し、現在の「酒折」地名は記紀における酒折宮伝承に比定される可能性が考えられている。酒折宮伝承は甲府盆地北縁地域のみならず古代甲斐国と畿内王権との歴史的背景を反映している可能性が指摘されており、現在の酒折地域も含まれる山梨郡は前期国府の所在が推定されており、古代甲斐の政治的中心地であった。
近世には酒折村が成立し、酒折村は甲府城の西側に成立した城下町（新府中）に至る東側の入口にあたり、近代においても内藤新宿で甲州街道から分かれた青梅街道が、再び甲州街道と合流する地点（酒折二丁目にある「山崎三差路」）であることからも、この地が交通の要所であった。
東西に跨って国道411号線（城東通り〈旧甲州街道〉）及びJR中央本線が通っており、このJR同線南側が酒折一丁目と二丁目、北側が酒折三丁目及び酒折町となっている。地区の北西部にあたる酒折三丁目から酒折町の一部は、甲府市の都市計画により風致地区に指定され、建設物の建築や樹木の伐採などに制限が加えられており、風致地区内には日本武尊由来の「酒折宮」や梅園の「不老園」などの旧跡名勝がある。また、山梨学院大学を中心とする文教地区であることから学生が多い。

## 歴史

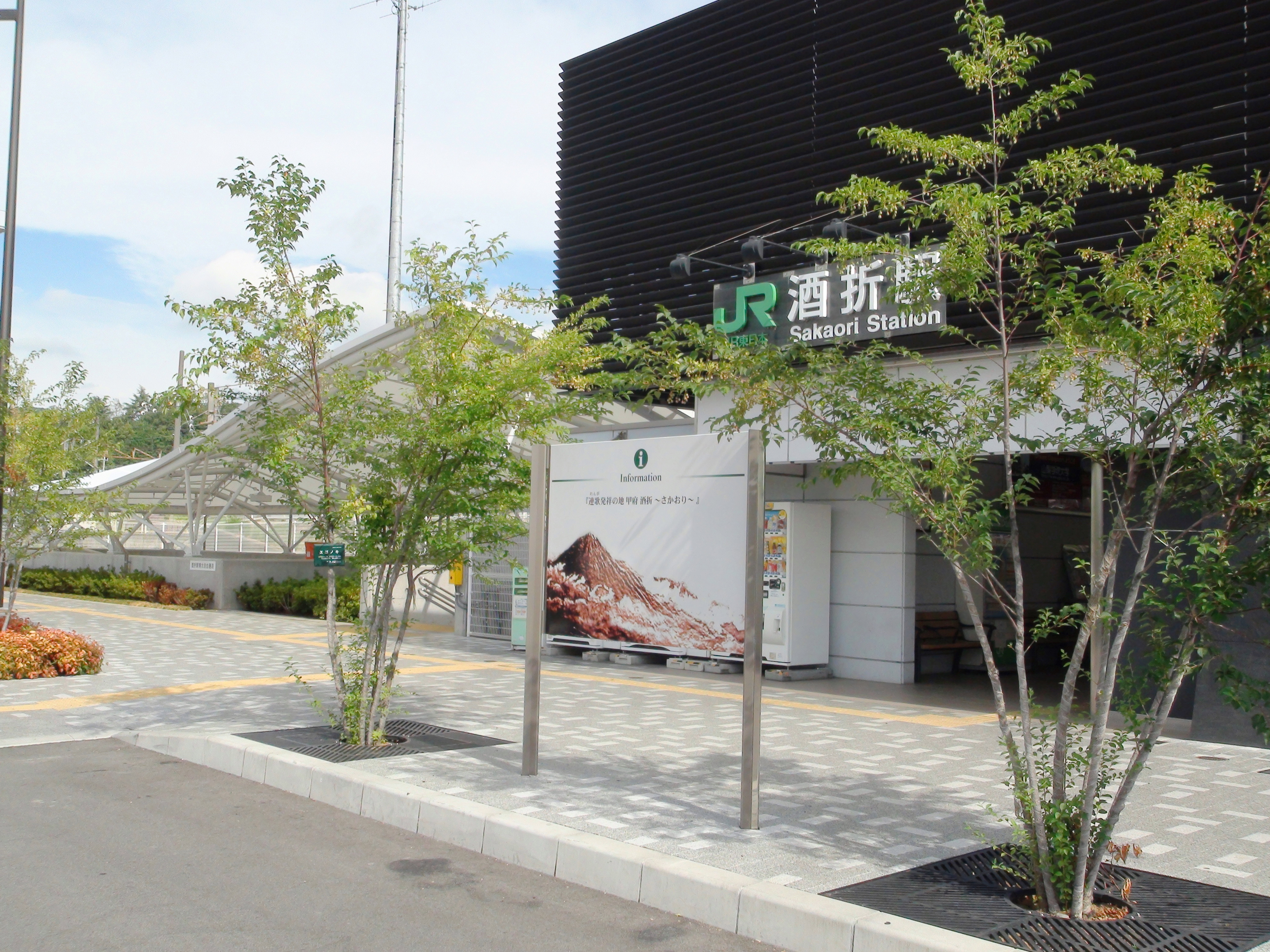
酒折駅

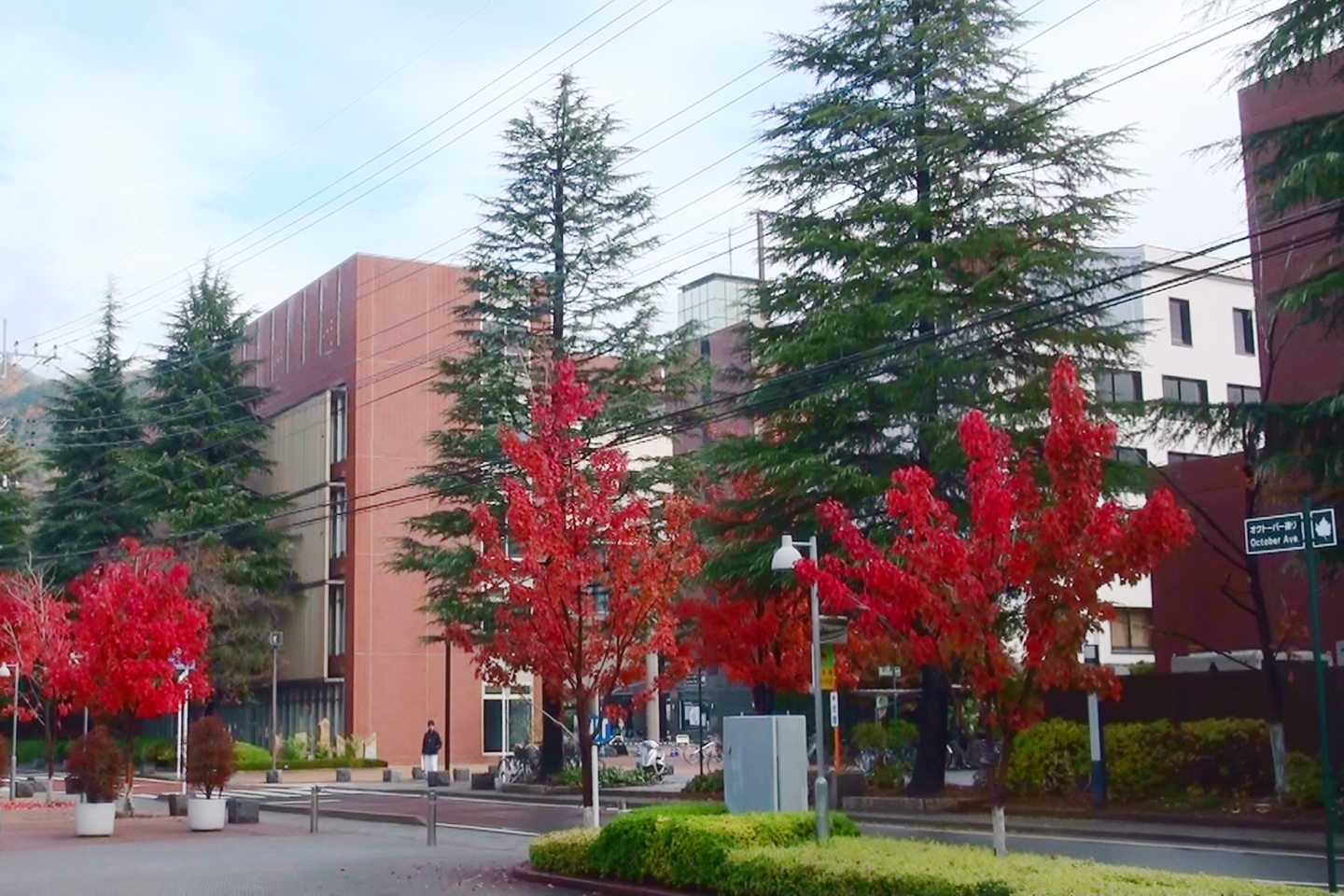
オクトーバー通り

- 伝承として日本武尊が東征の帰路、この地に立ち寄り行宮とし酒折宮の創祀を行う。
- 1878年（明治11年）7月22日 - 郡区町村編制法施行に伴い、山梨県山梨郡板垣村（酒折・善光寺・東光寺地区）から西山梨郡里垣村として発足。
- 1897年（明治30年） - 不老園開園。
- 1926年（大正15年）2月11日 - 国鉄中央本線石和駅（現・石和温泉駅）-甲府駅間に酒折駅開業。
- 1937年（昭和12年）8月1日 - 酒折地区（旧・西山梨郡里垣村）が甲府市に編入合併。
- 1948年（昭和23年） - 山梨高等学院（旧・山梨実践女子高等学院及び旧・山梨女子高等学院、山梨学院短期大学の前身）が甲府市桜町（現・同市中央）より移転。
- 1951年（昭和26年） - 山梨学院短期大学開学。
- 1956年（昭和31年） - 山梨学院短期大学附属高等学校（後の山梨学院大学附属高等学校、現・山梨学院高等学校）開校。
- 1962年（昭和37年） - 山梨学院大学開学。
- 1977年（昭和52年） - 山梨県立甲府東高等学校開校。
- 1982年（昭和57年） - 住居表示の実施により、これまでの酒折町が一部を除き酒折一丁目-三丁目に変更。
- 1996年（平成8年） - 山梨学院大学附属中学校（現・山梨学院中学校）開校。
- 1997年（平成9年） - エフエム甲府開局。
- 2004年（平成16年）4月6日 - 山梨学院大学附属小学校（現・山梨学院小学校）開校。
- 2009年（平成21年）3月 - 酒折駅南北自由地下通路完成。

## 世帯数と人口
2018年（平成30年）8月31日現在の世帯数と人口は以下の通りである。
| 丁目・町丁 | 世帯数    | 人口    |
| ---------- | --------- | ------- |
| 酒折一丁目 | 600世帯   | 775人   |
| 酒折二丁目 | 348世帯   | 462人   |
| 酒折三丁目 | 213世帯   | 385人   |
| 酒折町     | 58世帯    | 114人   |
| 計         | 1,219世帯 | 1,736人 |

## 小・中学校の学区
市立小・中学校に通う場合、学区は以下の通りとなる。
| 丁目・町丁 | 番・番地等             | 小学校             | 中学校           |
| ---------- | ---------------------- | ------------------ | ---------------- |
| 酒折一丁目 | 全域                   | 甲府市立里垣小学校 | 甲府市立東中学校 |
| 酒折二丁目 | 1番4号～14号 2番～14番 | 甲府市立里垣小学校 | 甲府市立東中学校 |
| 酒折二丁目 | 1番1号～3号            | 甲府市立甲運小学校 | 甲府市立東中学校 |
| 酒折三丁目 | 全域                   | 甲府市立里垣小学校 | 甲府市立東中学校 |
| 酒折町     | 全域                   | 甲府市立里垣小学校 | 甲府市立東中学校 |

## 交通

### 鉄道
- 東日本旅客鉄道

 中央本線：酒折駅

## 施設・建物

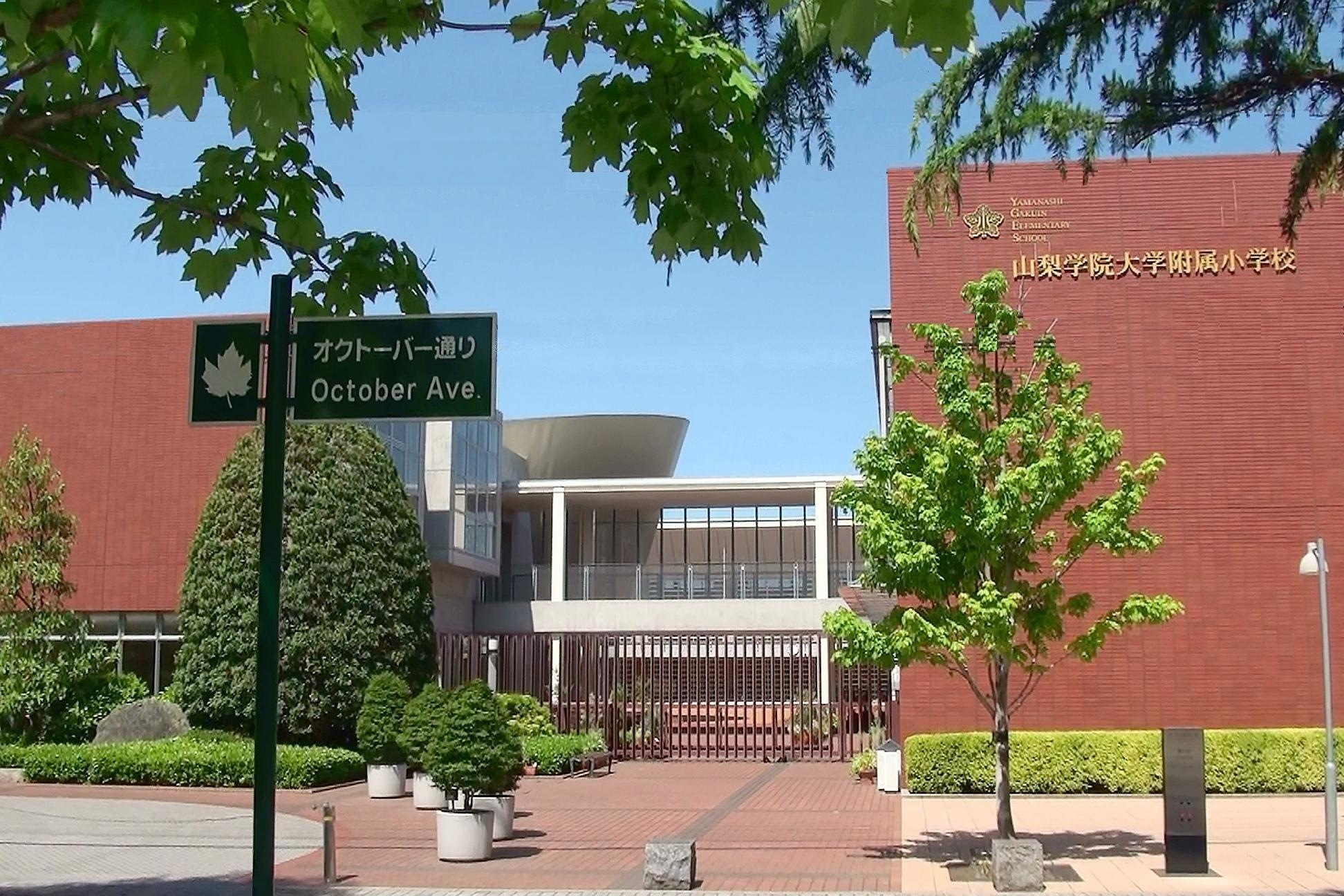
山梨学院小学校
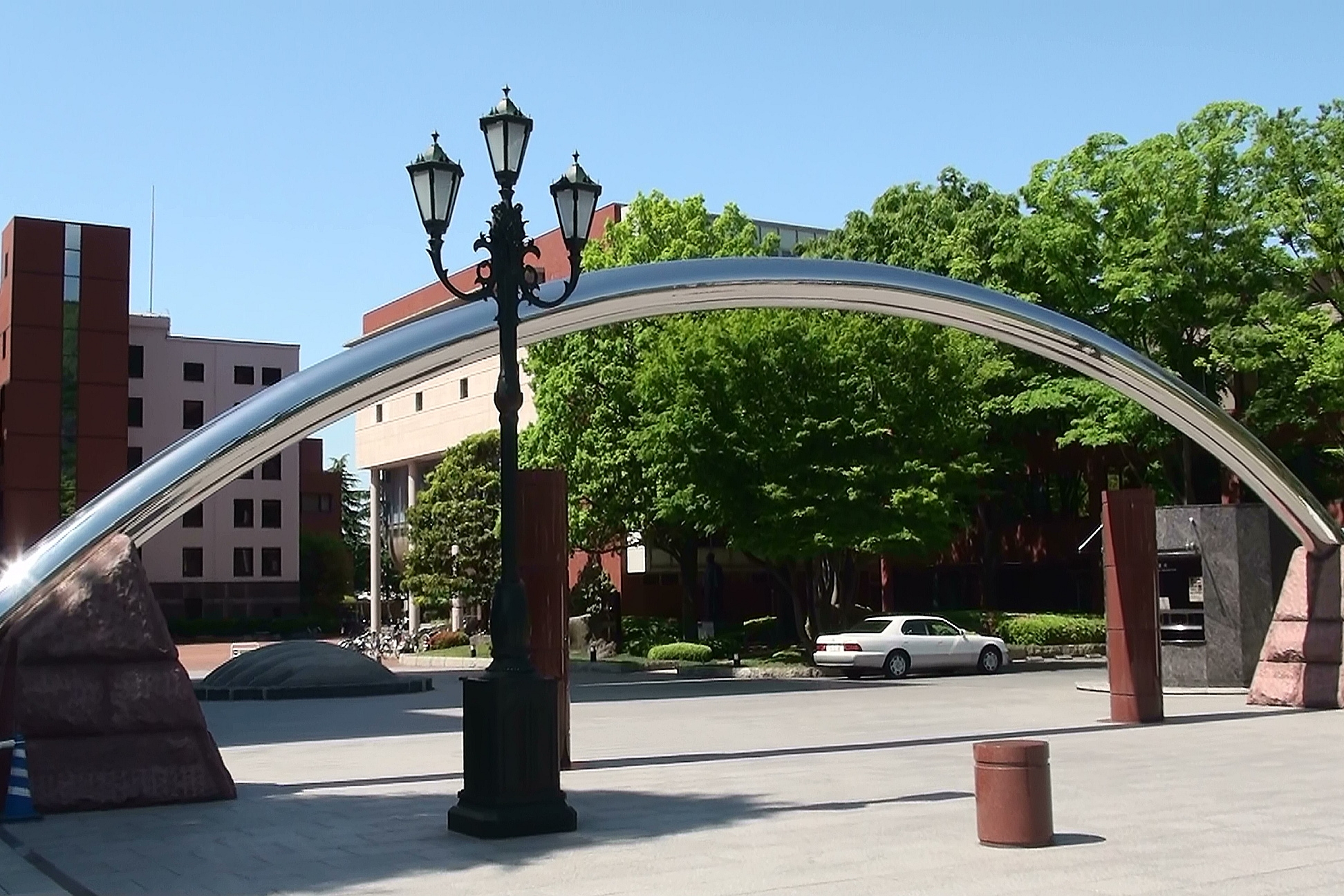
山梨学院大学
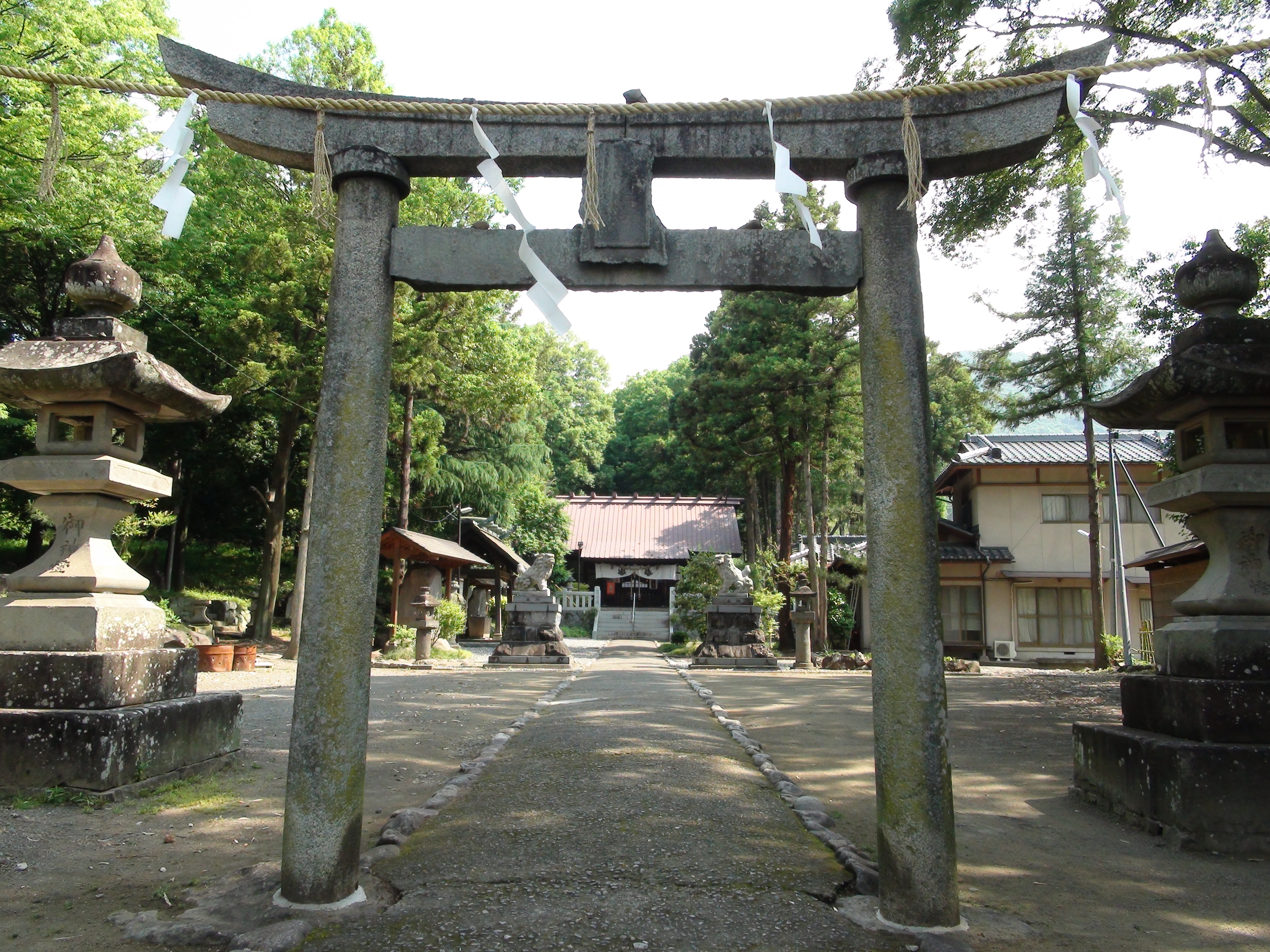
酒折宮
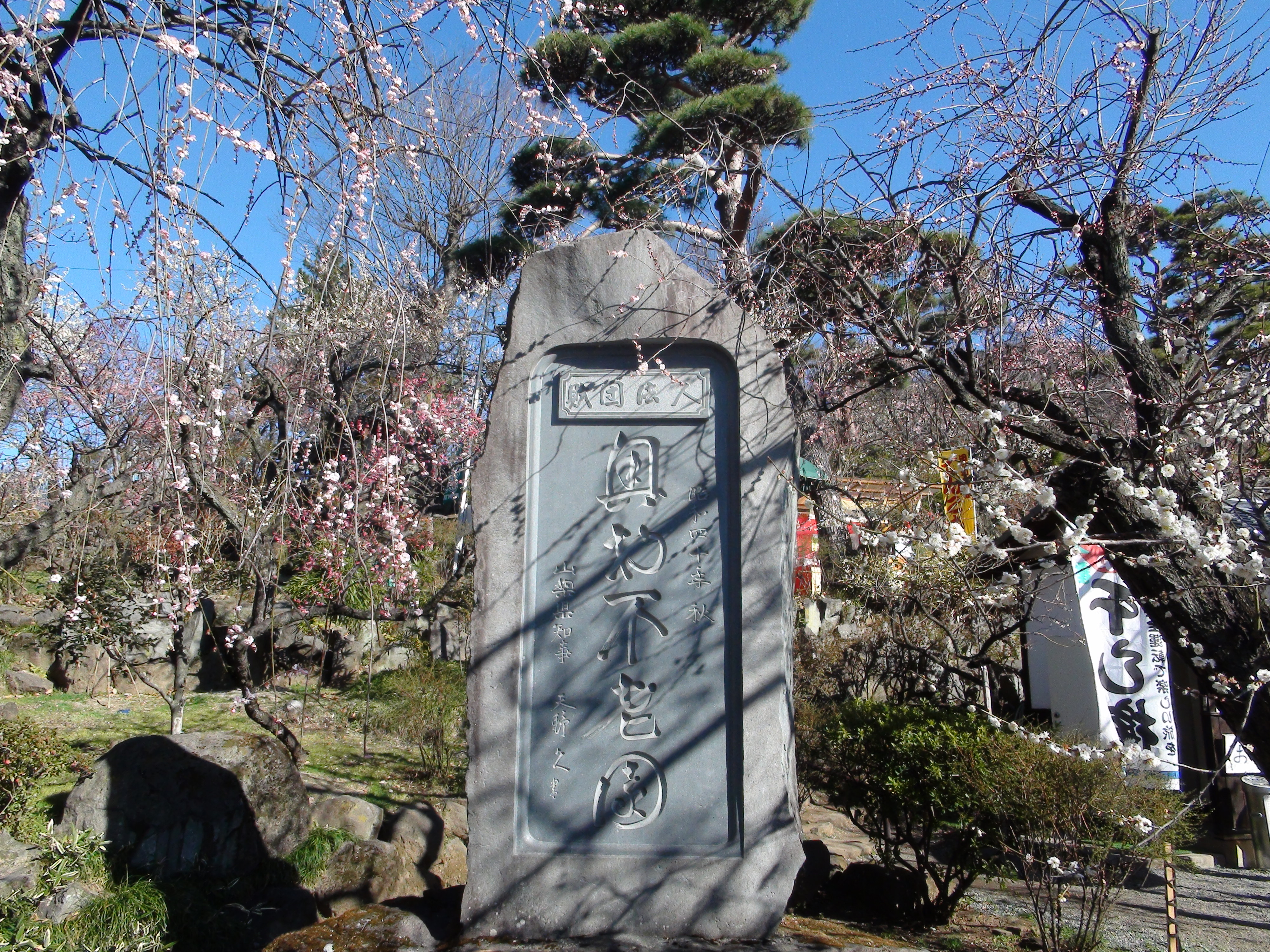
不老園

### 酒折一丁目
- 東日本旅客鉄道酒折駅
- 山梨中央銀行酒折支店
- 山梨トヨペット本社
- 山梨日野自動車本社
- 山梨県立甲府東高等学校
- 山梨学院小学校

### 酒折二丁目
- 山梨県民信用組合酒折支店
- 学校法人山梨学院
- 山梨学院大学
- コソボ共和国名誉領事館
- 山梨学院短期大学
- 山梨学院幼稚園
- エフエム甲府

### 酒折三丁目
- 酒折宮
- 不老園
- 山梨学院中学高等学校

### 酒折町
- シャトー酒折ワイナリー